# Daniel Sandén-Warg

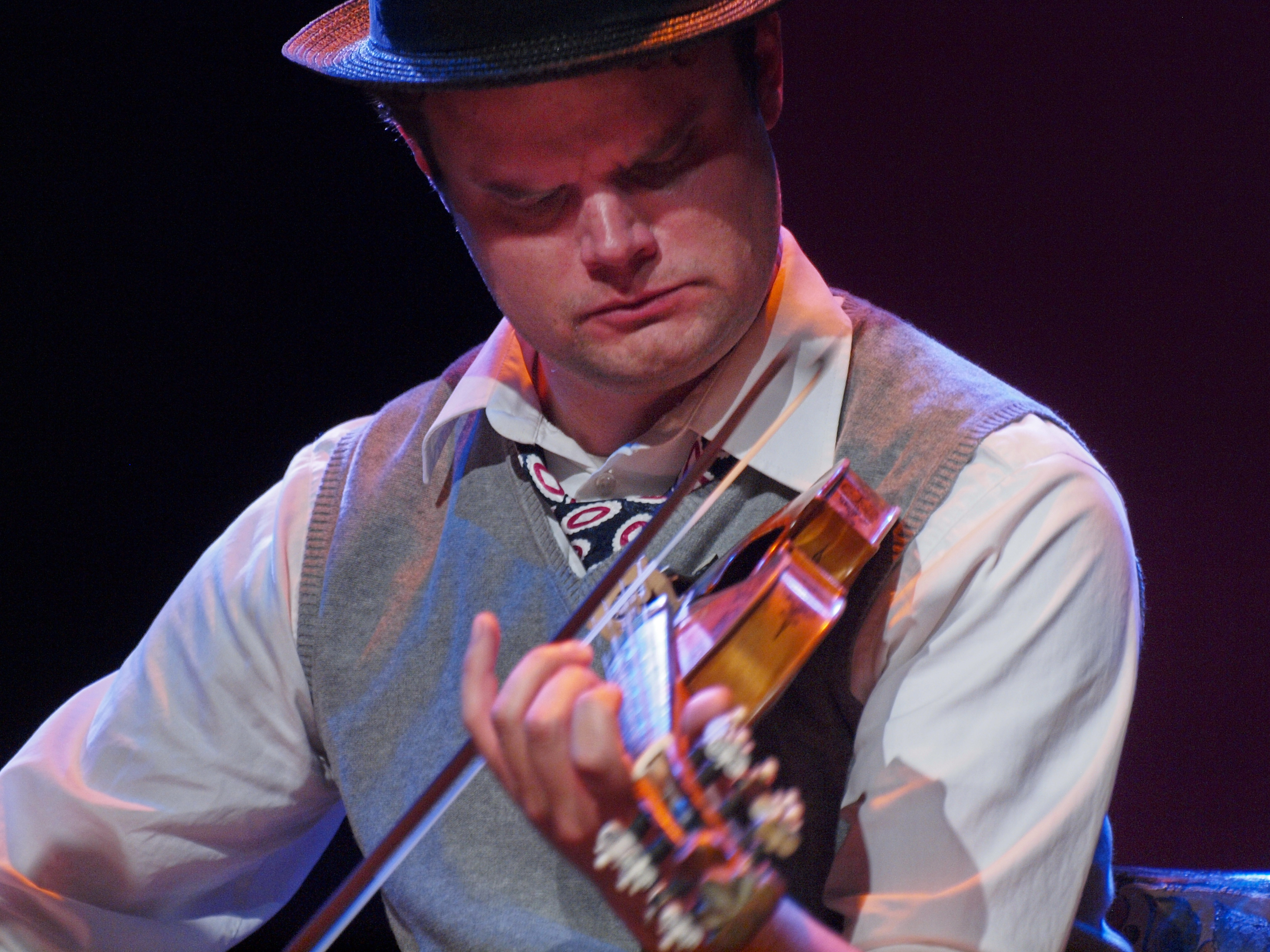
Daniel Sandén-Warg
Jump to navigationJump to search

Daniel Sandén-Warg, född 1977, är en svensk folkmusiker från Karlstad, boende i Valle kommun i Norge. Han spelar viola d'amore, mungiga, moraharpa och hardingfela. 
Vid femton års ålder började han spela tillsammans med sin skolkamrat Magnus Stinnerbom. 1996 bildade de båda gruppen Harv som året därpå gav ut det självbetitlade debutalbumet Harv. 
2000 ger Harv ut sitt andra studioalbum Must, följt av Töst! 2002.
2005 ger Harv ut EP-skivan Direktör deg, följt av albumet Polka raggioso samma år. 

## Diskografi
- 2007 – Rammeslag med Sigurd Brokke (Etnisk musikklubb)
- 2008 – Warg Buen med Per Anders Buen Garnås (ta:lik)
- 2009 – Rammeslag II med Sigurd Brokke (Etnisk musikklubb)